# Rafał Szukała
Rafał Marek Szukała, né le 13 avril 1971 à Poznań, est un ancien nageur polonais.
Médaillé d'argent aux Jeux olympiques de 1992, il est le porte drapeau de la délégation polonaise aux Jeux olympiques d'été de 1996.

## Palmarès

### Jeux olympiques
- 1996-Atlanta :
  - 5e du 100 m papillon
  - 7e du relais 4 × 100 m 4 nages
- 1992-Barcelone :
  -  Médaille d'argent du 100 m papillon
  - 4e du 200 m papillon
- 1988-Séoul :
  - 13e du 100 m papillon
  - 17e du 200 m papillon

### Championnats du monde
- 1994-Rome :
  -  Médaille d'or du 100 m papillon

### Championnats du monde en petit bassin
- 1993-Palma de Majorque :
  -  Médaille de bronze du 100 m papillon

### Championnats d'Europe
- Championnats d'Europe 1989 à Bonn :
  -  Médaille d'or du 100 m papillon ;
  -  Médaille d'argent du 200 m papillon.
- Championnats d'Europe 1991 à Athènes :
  -  Médaille d'argent du 200 m papillon.
- Championnats d'Europe 1993 à Sheffield :
  -  Médaille d'or du 100 m papillon.
- Championnats d'Europe 1995 à Vienne :
  -  Médaille de bronze du 100 m papillon.